# أولست- فايه
أولست- فايه Olst-Wijhe  هي بلدية ومدينة بمقاطعة أوفرآيسل بهولندا.

## طوبوغرافيا
خريطة طوبوغرافية هولندية لبلدية أولست- فايه، يونيو 2015، (تقرأ بعد ثلاث نقرات على الخريطة).